# Estación Chivilcoy Norte
Chivilcoy Norte era una estación ferroviaria de la ciudad de Chivilcoy, partido homónimo, provincia de Buenos Aires, Argentina. 
La estación pertenecía al Ferrocarril Domingo Faustino Sarmiento de la red ferroviaria argentina.

## Ubicación
La estación se encontraba a 1 km al este del centro de la ciudad.

## Historia
La inauguración de esta estación originó el movimiento ferroviario en la ciudad, en 1866. Siendo estación terminal, fue utilizada para transporte hacia y desde la Ciudad de Buenos Aires, mientras que la Estación Chivilcoy Sud prestaba servicios hacia el oeste.
La estación dejó de funcionar en 1968 y fue demolida años más tarde. Actualmente en su lugar funciona la Terminal de Ómnibus de la ciudad.